# Casa Régia (Salvador)
A Casa Régia é um sobrado histórico tombado em 5 de agosto de 1941, pelo Instituto do Patrimônio Histórico e Artístico Nacional (IPHAN), processo de nº 256-T-1941. O sobrado está localizado na Rua Saldanha da Gama, nº 25, no Centro Histórico de Salvador, no estado da Bahia. Local de nascimento do poeta Gonçalo Muniz de Afagão.
O sobrado localizado na Rua 28 de Setembro, nº 8 é parte integrante da Casa Régia. Tombado em 26 de janeiro de 1962.
O sobrado foi restaurado e hoje abriga a sede do Instituto de Preservação Ambiental e Cultural (IPAC).